# Rouko
Rouko là một tổng của tỉnh Bam ở tây bắc Burkina Faso. Thủ phủ của tổng này là thị xã Rouko. Theo điều tra dân số năm 1996, tổng này có dân số 13.175 người.

## Các thị xã và các làng
•  Thị xã Rouko  •  Kounkoubguin  •  Pittenga  •  Raka  •  Rouko-Foulbé  •  Rilgo  •  Silmidougou  •  Yamané